# Firdousi (cràter)
Firdousi és un cràter d'impacte en el planeta Mercuri de 98 km de diàmetre. Porta el nom del poeta persa Abu-l-Qàssim Firdawsí (c. 940-1020/30), i el seu nom va ser aprovat per la Unió Astronòmica Internacional el 2010.